# Офиакоморфы
Офиакоморфы (лат. Ophiacomorpha) — предложенное М. Ф. Ивахненко название для подкласса вымерших синапсид, ранее относимых к пеликозаврам. Характеризуются особенностями строения височного окна (оно ограничено квадратноскуловой, скуловой и чешуйчатой костями) и аддукторной полости (её медиальная стенка сформирована пластиной палатоквадратума). Это отличает данную группу от истинных «пеликозавров» — сфенакодонтов и эдафозавров. Кроме того, офиакоморфы не обладают периангулярной полостью (и, соответственно, ангулярным лепестком) на угловой кости нижней челюсти. Таким образом, наличие синапсидного окна не является достаточным основанием для включения всех «синапсид» в единую группу. М. Ф. Ивахненко отмечает удивительное сходство в строении офиакоморфов и примитивных архозавров. Это может указывать на отдалённое родство двух групп.

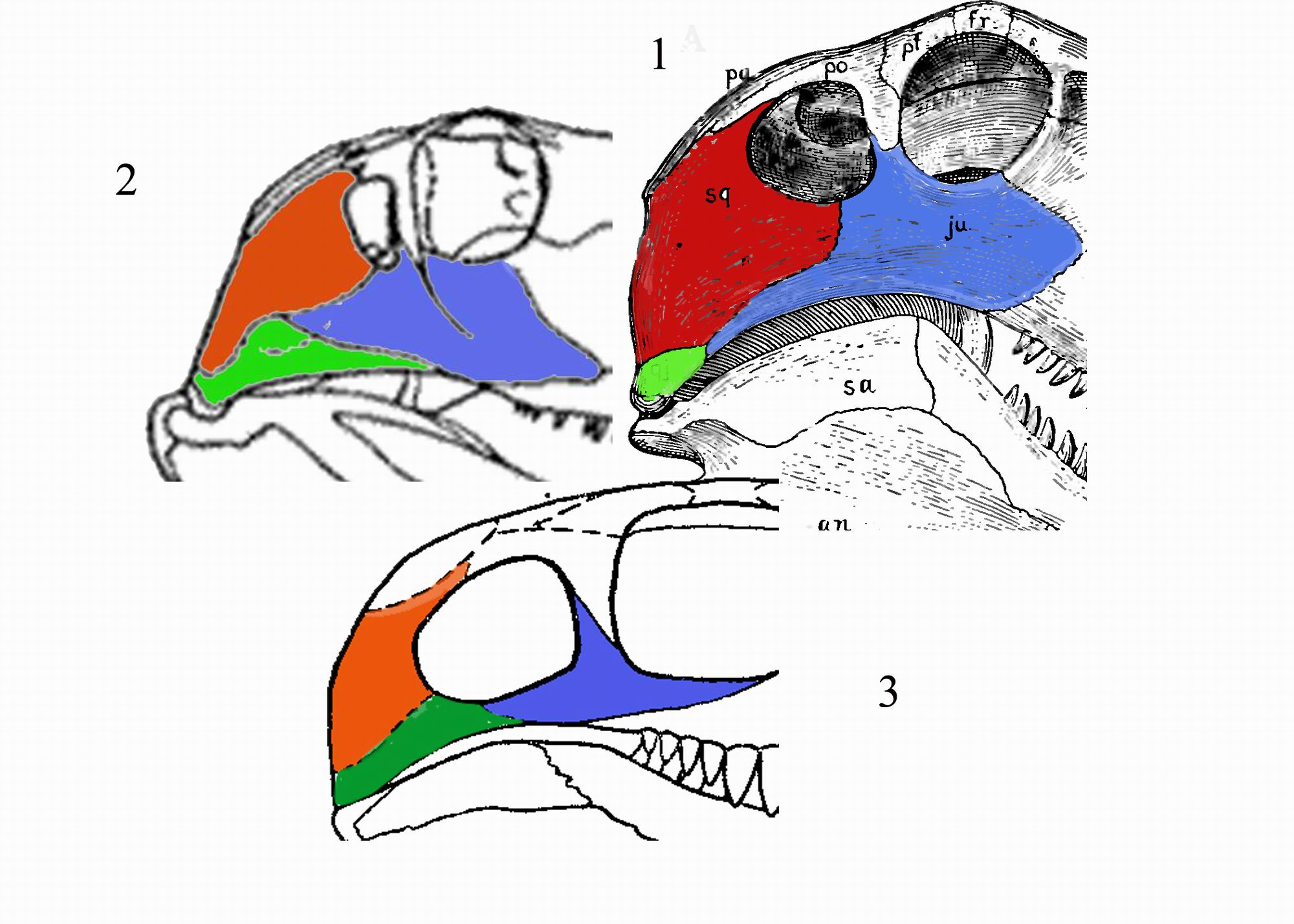
Сравнение черепов «пеликозавров»: 1 — сфенакодонт, 2 — офиакодонт, 3 — казеид. Квадратноскуловая кость — зелёная, чешуйчатая — красная, скуловая — синяя

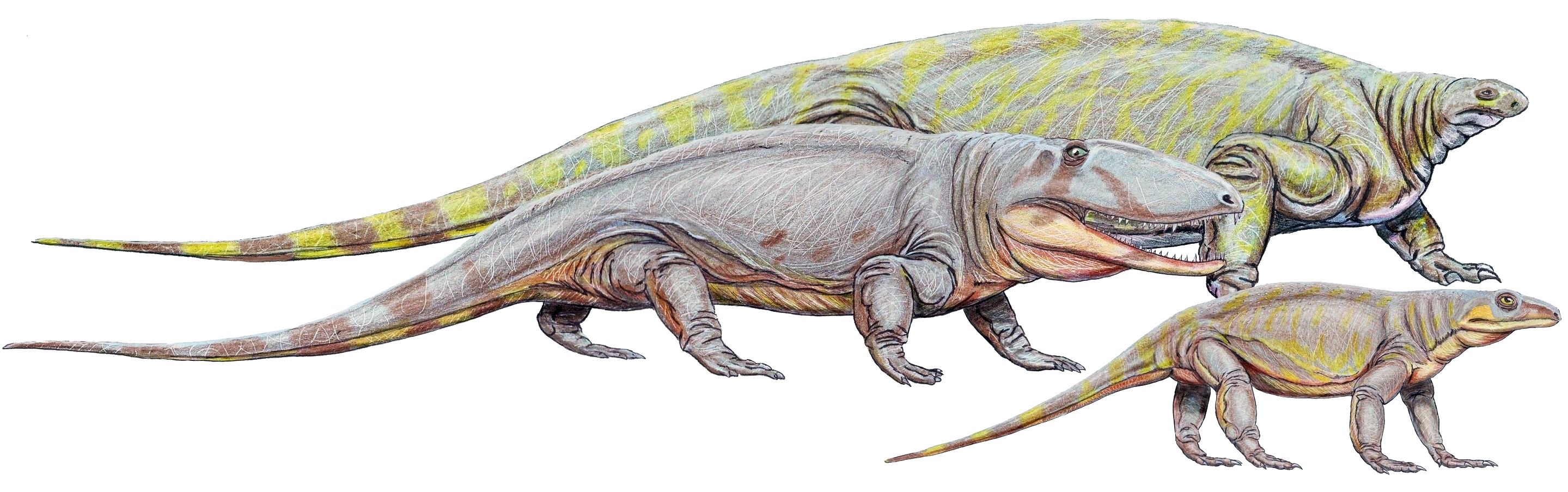
Офиакоморфы: Cotylorhynchus, Ophiacodon, Varanops

Согласно М. Ф. Ивахненко, офиакоморфы включают в себя:
- Отряд Ophiacodontia — Офиакодонты
  - Надсемейство Varanopoidea с семействами Varanopidae (варанопсеиды) и Watongiidae
  - Надсемейство Ophiacodontoidea (собственно офиакодонты) с единственным семейством
- Отряд Caseasauria
  - Семейство Eothyrididae — Эотиридиды
  - Семейство Caseidae — Казеиды

Интересно, что офиакоморфы сосуществовали в Северной Америке с настоящими пеликозаврами, а в конце пермской эпохи полностью заместили их на этом континенте (казеиды и варанопсеиды доминировали в последних из известных североамериканских пермских фаун).
Офиакоморфы как особая группа признаются далеко не всеми исследователями и этот вопрос требует дальнейшего изучения.